# Greg Merson
Gregory „Greg“ Merson (* 8. Dezember 1987 in Washington, D.C.) ist ein professioneller US-amerikanischer Pokerspieler.
Merson hat sich mit Poker bei Live-Turnieren knapp 11,5 Millionen US-Dollar erspielt. Er gewann 2012 die Poker-Weltmeisterschaft und sicherte sich im selben Jahr bei der World Series of Poker ein weiteres Bracelet sowie die Auszeichnung als Spieler des Jahres.

## Persönliches
Merson stammt aus Laurel in Maryland und gibt als Hobbys u. a. Sport, Reisen und Yoga an. Im Alter von 18 Jahren war er drogenabhängig und bis Dezember 2011 heroinsüchtig. Merson lebt in Laurel.

## Pokerkarriere

### Werdegang
Merson spielte von Januar 2007 bis Oktober 2015 online unter dem Nickname gregy20723. Auf den Plattformen PokerStars, Full Tilt Poker, Bodog und UltimateBet erspielte er sich in diesem Zeitraum Turnierpreisgelder von über 350.000 US-Dollar.
Seine erste Geldplatzierung bei einem Live-Turnier erzielte Merson Ende November 2007 in Verona im US-Bundesstaat New York. Im Juli 2009 war er erstmals bei der World Series of Poker (WSOP) im Rio All-Suite Hotel and Casino am Las Vegas Strip erfolgreich und belegte beim Main Event den mit mehr als 20.000 US-Dollar dotierten 639. Platz. Bei der WSOP 2012 gewann der Amerikaner Anfang Juli zunächst ein Turnier der Variante Six Handed No Limit Hold’em, das ihm mehr als eine Million US-Dollar Preisgeld sowie ein Bracelet einbrachte und nahm anschließend erneut am Main Event teil. Dort erreichte er mit den drittmeisten Chips den Finaltisch, der im Oktober 2012 gespielt wurde. Nach rund 400 Händen entschied Merson diesen am 30. Oktober 2012 nach Heads-Up gegen Jesse Sylvia für sich und sicherte sich damit eine Siegprämie von über 8 Millionen US-Dollar sowie ein weiteres Bracelet. Durch diesen Erfolg gewann er auch den WSOP Player of the Year Award sowie am Jahresende den vom Card Player Magazine verliehenen Titel als Player of the Year. Mitte Januar 2014 belegte der Amerikaner bei einem High-Roller-Turnier des PokerStars Caribbean Adventures auf Paradise Island den zweiten Platz und erhielt ein Preisgeld von knapp einer Million US-Dollar. Bei der WSOP 2015 erreichte er zwei Finaltische, die ihm über 230.000 US-Dollar einbrachten. Seitdem blieben größere Turniererfolge aus.

### Preisgeldübersicht
| Jahr      | Preisgeld (in $) | Turniersiege |
| --------- | ---------------- | ------------ |
| 2007      | 19.084           | 1            |
| 2008      | 0                | 0            |
| 2009      | 29.956           | 0            |
| 2010      | 38.528           | 0            |
| 2011      | 8.809            | 0            |
| 2012      | 9.755.180        | 2            |
| 2013      | 42.990           | 0            |
| 2014      | 1.067.641        | 1            |
| 2015      | 321.766          | 2            |
| 2016      | 94.993           | 0            |
| 2017      | 0                | 0            |
| 2018      | 45.550           | 0            |
| 2019      | 3.862            | 0            |
| 2020–2021 | 0                | 0            |
| 2022      | 39.171           | 0            |
| 2023      | 5.251            | 0            |
| gesamt    | 11.472.781       | 6            |

### Braceletübersicht
Merson kam bei der WSOP 38-mal ins Geld und gewann zwei Bracelets:
| Jahr | Buy-in (in $) | Turnier                       | Teilnehmer | Preisgeld (in $) |
| ---- | ------------- | ----------------------------- | ---------- | ---------------- |
| 2012 | 10.000        | No-Limit Hold’em / Six Handed | 0474       | 1.136.197        |
| 2012 | 10.000        | No-Limit Hold’em Main Event   | 6598       | 8.531.853        |